# تیم تاپتیمتونگ
تیم تاپتیمتونگ (انگلیسی: Tayme Thapthimthong؛ زادهٔ ۱۹۸۹ یا ۱۹۹۰) بازیگر اهل بریتانیا است. 
او در لندن زاده شد، اما والدینش تایلندی هستند. وی یک برادر دارد. او مدتی در نیروهای مسلح بریتانیا خدمت کرد و بسیار علاقمند بود به سپاه تفنگداران دریایی سلطنتی بپیوندد و حتی زیر نظر یکی از دوستانش که عضو سابق سرویس هوایی ویژه بود، تعلیماتی را گذراند اما به دلایل پزشکی موفق به ورود به سپاه تفنگداران دریایی سلطنتی نشد و سپس در رشته هنرهای رقص در دانشگاه کینگستون تحصیل کرد. وی مدتی بعد به تایلند رفت و در آنجا بود که حرفهٔ بازیگری‌اش با ایفای نقش در تجارت پوست آغاز شد. در آنجا، تاپتیمتونگ تصمیم گرفت به نیروی زمینی پادشاهی تایلند بپیوندد. او برای تیم ضد تروریسم ارتش کار می‌کرد و مدتی را در مرکز امنیت نیروهای مسلح، همتای تایلندی ام‌آی۶ و سیا گذراند.
از فیلم‌ها یا مجموعه‌های تلویزیونی که وی در آن‌ها نقش داشته است، می‌توان به وایت لوتوس، بیگانه: زمین، شورش، طوفان سفید ۲، پارادوکس، مکانیک: رستاخیز و تجارت پوست اشاره نمود.